# トーボール

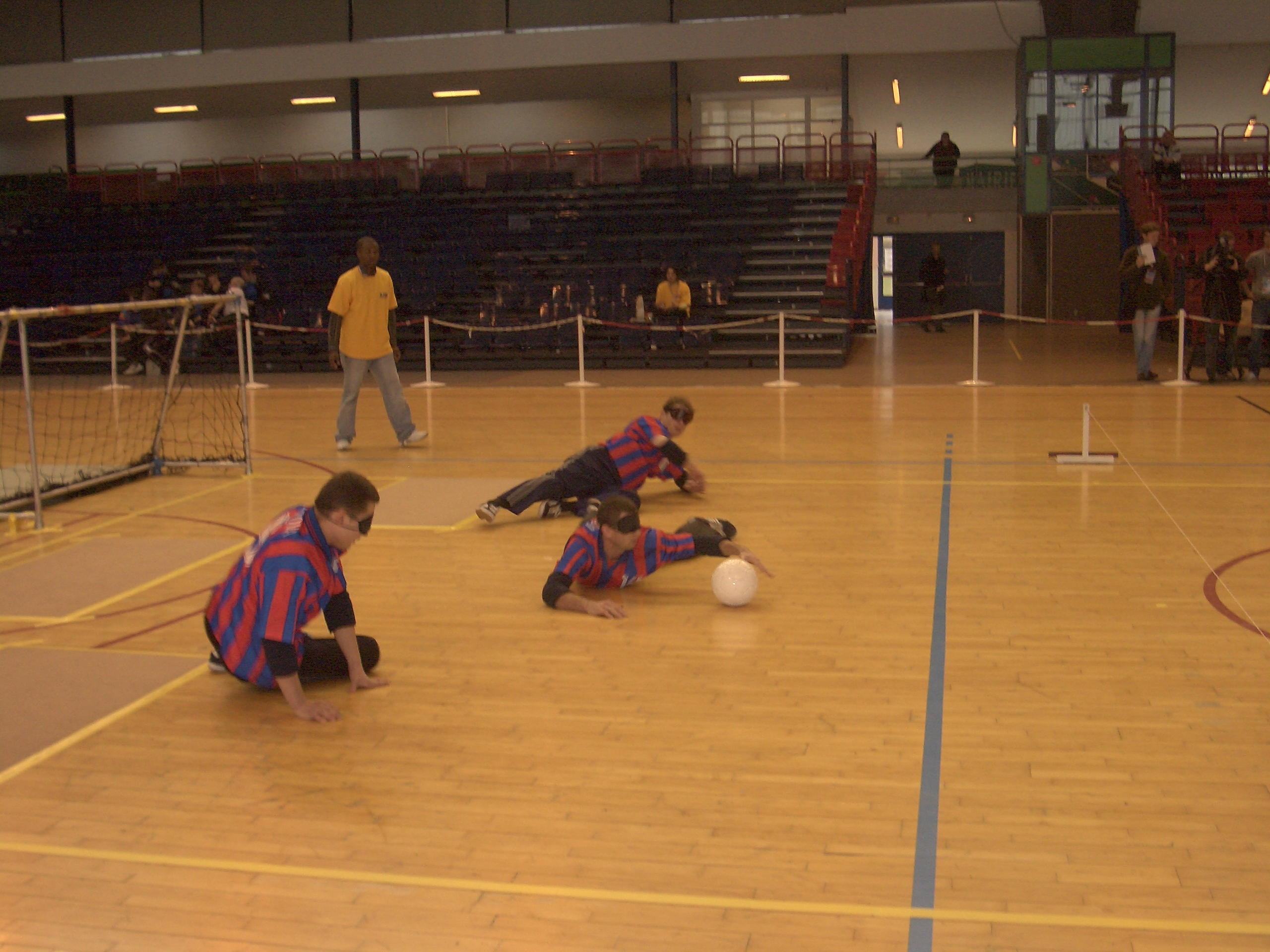
トーボールの競技風景

トーボール（英語: Torball）は、目隠しをしてボールを転がし、相手チームのゴールに入れてその得点を競う視覚障害者の球技で、障害者スポーツの1つ。中央ヨーロッパおよびラテンアメリカ諸国で特に盛んに行われている。トールボールの表記もある。

## 概要
長さ16m×幅7mの長方形の屋内コートにおいて、1チーム3名のプレーヤーからなる2チームの対戦形式で行う。競技時間は10分、前半と後半それぞれ5分に分かれている。選手は目に目隠し用のパッドを装着し、さらにその上からアイシェードないしゴーグルをつける。
攻撃側のチームは、動くと音の出る500グラムの重さのボールを、コートを横断する形で張られた3本の紐の下をくぐらせるようにして投げ、相手ゴールに入れることを目指す。対して守備側のチームは、転がってくるボールの音を聞きながら全身を使って自チームのゴールを防衛する。ゴールは幅7メートル、高さ1.3メートルでコートの両端に1つずつ設置されている。1人の選手が連続して3回ボールを投げることができ、両チームは攻守を順に交代しながらゲームを行い、制限時間内により高得点をあげた側のチームが勝利する。
3本の紐は床から40センチの位置にあり、ボールやプレーヤーが触れると音が鳴るベルがついている。それぞれコートの中央のセンターラインの上に1本、それを両側から挟むようにして2メートルあけて残りの2本が張られている。ボールを転がす際には、これら3本の紐に触れないようにくぐらせねばならず、紐にボールが触れたり、紐の上をボールが弾んで越えたり、プレーヤーが紐に触れたりした場合はペナルティが科せられる。ペナルティを受けた選手はコートを出なければならず、チームは残りの2名でゲームを続行することになる。

## 歴史
トーボールに類似した視覚障害者のスポーツ種目として、パラリンピックの公式種目ともなっているゴールボールがある。トーボールの起源は、1960年代初頭に南チロル地方で誕生した、と言われる一方、1970年代に成立したという説もあり、はっきりしていない。ドイツ語の「トーアバル（Torball）」の英訳が「ゴールボール」であり、ゴールボールから派生し、より軽量のボールでスピーディーに競技するものがトーボールと呼ばれるようになったと考えられている。

## おもな競技大会
国際視覚障害者スポーツ連盟（IBSA）が管轄する視覚障害者のスポーツの1つであるが、パラリンピック種目とはなっていない。IBSAはトーボールの世界選手権やワールドカップを開催している。

## 註
1. ↑  Stadtbibliothek Köln. “Torball - Spielbeschreibung und Spielregeln” (ドイツ語). 2009年3月11日閲覧。
2. ↑  International Blind Sports Federation. “Torball: General Information” (英語). 2009年3月11日閲覧。